# Theódoros Diligiannis
Theódoros Deligiannis (en grec: Θεόδωρος Δεληγάννης, també Diligiánnis Δηλιγάννης, transcrit també com a Delijannis i Delyannis) (Langàdia, 1820 - Atenes, 13 de juny de 1905) fou un polític grec.
Va néixer a Kalavryta, Peloponès. Va estudiar dret a Atenes, i el 1843 entra al Ministeri de l'Interior. El 1859, va ser el secretari permanent d'aquest ministeri. El 1862, va ser Ministre de Relacions Exteriors. El 1867, era nomenat ambaixador a París.
Siguent el gran adversari polític de Kharílaos Trikupis, i durant molts anys aquests dos homes van caracteritzar la política grega.
Va ser el representant de Grècia al congrés de Berlín el 1878. Va ser 5 vegades Primer Ministre de Grècia.
Durant el seu últim mandat (29 de desembre de 1904 - 13 de juny de 1905, va ser assassinat com a represàlia contra les mesures rigoroses adoptades pel seu gabinet contra les cases de joc. El seu atacant, un jugador professional anomenat Gherakaris, el va apunyalar amb un ganivet a l'abdomen quan entrava al Parlament. L'incident va tenir lloc a les 17:00, una operació d'emergència no va aconseguir detenir l'hemorràgia interna i Deligiannis va morir a les 7:30 pm del dia 13 de juny.
El defecte principal de Deligiannis com estadista era que no podia prendre consciència que la prosperitat d'un estat depèn de la seva capacitat a adaptar les seves ambicions als seus mitjans. No obstant això, en els seus grans projectes, on els poderosos no eren propensos a donar suport, i sense el seu suport van ser en va, va representar els veritables desitjos i aspiracions dels seus compatriotes, de vegades amb demagògia.
La seva mort va ser l'ocasió per a una demostració extraordinària de dolor popular. Va morir en un estat d'extrema pobresa, i es va votar a favor d'una pensió per les seves dues nebodes que vivien amb ell.